# Faranah (Präfektur)

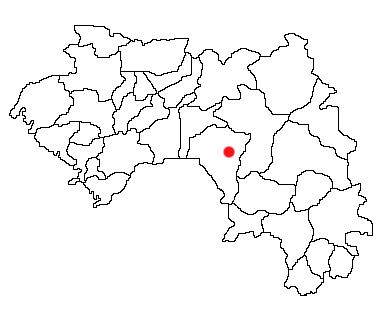
Lage von Stadt und Präfektur Faranah in Guinea

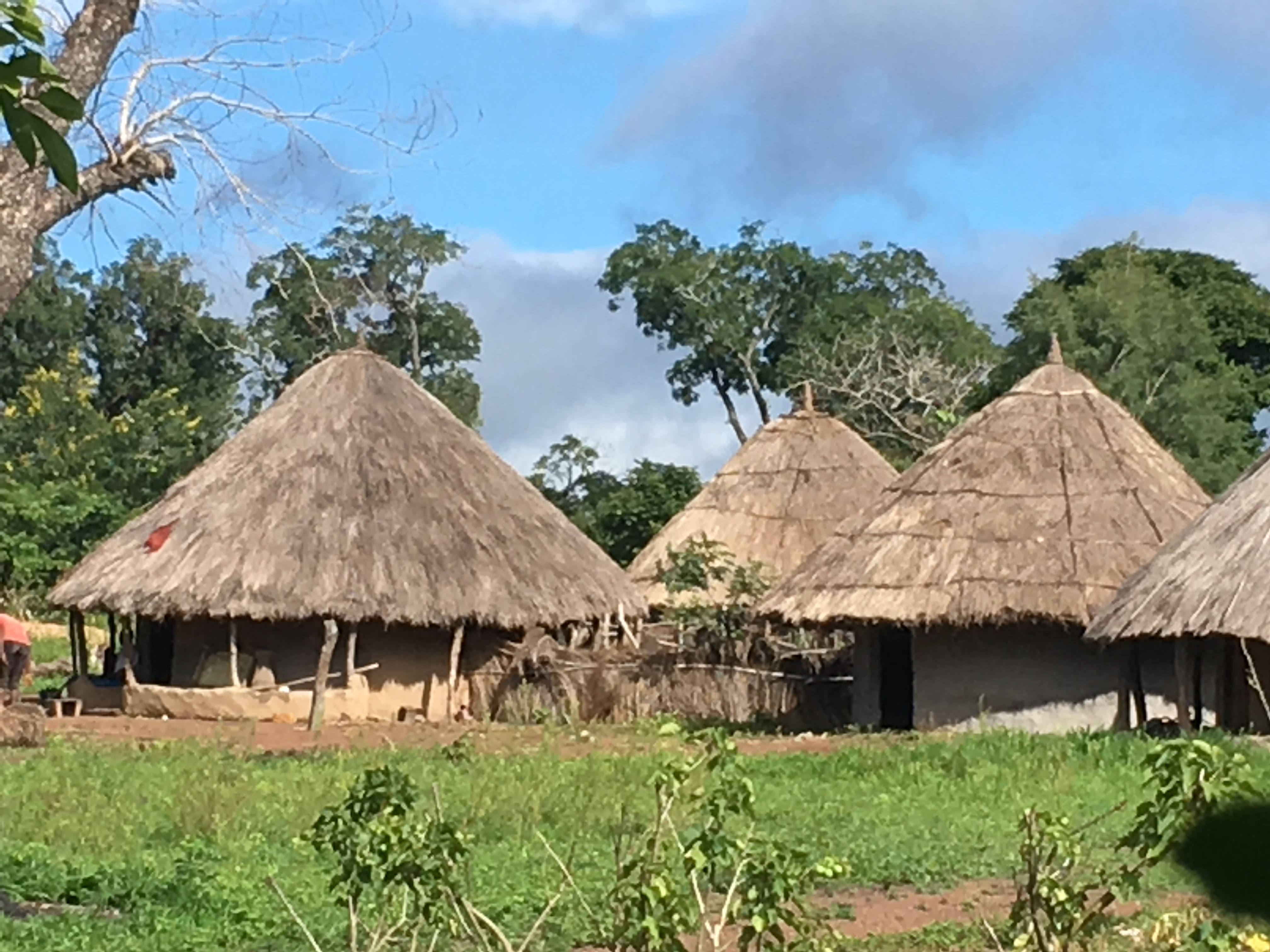
Dorf mit Rundhütten in der Präfektur Faranah (Juli 2019)

Faranah ist eine Präfektur in der gleichnamigen Region Faranah in Guinea mit etwa 166.000 Einwohnern. Wie alle guineischen Präfekturen ist sie nach ihrer Hauptstadt, Faranah, benannt, welche zugleich Hauptstadt der gesamten Region ist.
Die Präfektur liegt in der Mitte des Landes, an der Grenze zu Sierra Leone, und umfasst eine Fläche von 12.400 km². Im Süden entspringt der Fluss Niger, der dann nach Norden fließt.